# Cratere Marsilion
Marsilion è un cratere sulla superficie di Giapeto.